# 罗什居德 (加尔省)
罗什居德（法語：Rochegude，法語發音：[ʁɔʃɡyd]）是法国加尔省的一个市镇，位于该省北部，属于阿莱斯区。

## 地理
罗什居德（44°14'20"N, 4°17'46"E）面积11.94 平方千米，位于法国奧克西塔尼大區加尔省，该省份为法国南部沿海省份，南端濒地中海，北起顺时针与阿尔代什省、沃克吕兹省、罗讷河口省、埃罗省、阿韦龙省和洛泽尔省接壤。
与罗什居德接壤的市镇（或旧市镇、城区）包括：梅雅讷-勒克拉普、里维耶尔、圣但尼、圣让德马吕埃若勒和阿韦让、圣维克托德马尔卡、塔罗。

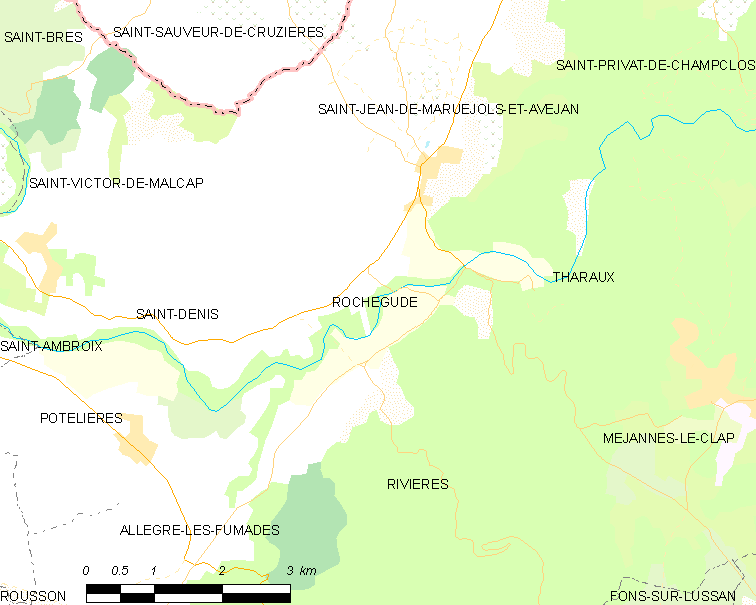
的OSM定位图

罗什居德的时区为UTC+01:00、UTC+02:00（夏令时）。

## 行政
罗什居德的邮政编码为30430，INSEE市镇编码为30218。

## 政治
罗什居德所属的省级选区为鲁松县。

## 人口

1962-2008年间人口变化图示

罗什居德于2022年1月1日时的人口数量为246人。